# Янув, Ян
Ян Янув (пол. Jan Janów; 22 ноября 1888, с. Мошковцы, Калушского района Ивано-Франковской области — 17 декабря 1952, Краков) — польский филолог, доктор филологических наук с 1925, член академии наук с 1945. Научные интересы заключались в основном в исследовании малорусских текстов XVI—XVII веков и сравнении их с польскими.

## Биография
Окончил 1913 Львовский университет, учился 1913-1914 в Германии и Швейцарии.
Во время Первой мировой войны попал в русский плен: в 1918—1921 был профессором Ташкентского университета (Узбекистан).
В 1923—1941 и 1944—1945 работал во Львовском университете (с 1925 — доцент, а с 1927 — профессор), преподавал там восточнославянскую филологию. От 1945 — профессор Ягеллонского университета (Краков).

## Научная деятельность
Труды по польскому, чешскому и русскому языкознанию.
Опубликовал и исследовал много текстов, как вот апокриф Мука Христова» (конец XVI век), «Учительна евангелия» попа Андрея Ярослава (1585), «Слово о лютой смерти» (XVII век), «О вечности пекельной» (конец XVII века) и другие.
Исследовал фонетику, морфологию и лексику малорусских диалектов. В диалектологии опубликовал монографии о надднестрянском говоре своего родного села Сивки Мошковицкой («Малорусский говор Мошковицев и Сивки Надднестрянской на фоне окрестных сел», 1926), о формах множественного числа существительных в гуцульских, бойковских, надднестрянских и лемковских говорах (в частности, «Из фонетики русинских говоров», 1928), но больше всего внимания уделил гуцульскому говору, где собрал огромный материал.
Исследовал межъязыковые контакты (румынско-польские, русско-румынские), проблемы диалектогенеза, в частности происхождения гуцульского диалекта. Теория происхождения гуцульских говоров и самих гуцулов с польский-румынских контактов, к которым позже вклинились украинские элементы («С украинско-румынских языковых отношений», 1928), не выдержала критического анализа, но собранные Я. Яновым материалы о различных аспектах гуцульских говоров имеют большую ценность.
Вне тем ценными являются статьи о словарь XVII век «Синонима славеноросская», о Иннокентия Гизеля, этимологии слова сингич-агач в Шевченко и работы по истории немецкого языка и литературы XVI—XVII веков.
Собрал большой диалектический лексический материал, в частности, большой гуцульский словарь, который был опубликован лишь после его смерти («Słownik huculski», Краков, 2001; обработал и подготовил к печати Януш Ригер). Часть лексики, собранную Я. Яновым, Я. Ригер обработал картографически ("A Lexical Atlas of the Hut-sul Dialects of the Russian Language*, Warszawa, 1996).

## Работы
- "Gwara małoruska Moszkowiec i Siwki Naddniestrzańskiej z uwzględnieniem wsi okolicznych" (1926)
- "Z fonetyki gwar huculskich" (1927)
- "Z dziejów polskiej pieśni historycznej" (1929)
- "Język ruski w ewangeliarzu kaznodziejskim z Trościańca" (1930)
- "Przyczynki do lafiryndy" (1932)
- "Do dziejów "История Barlaama" w przekładzie rumuńskim" (1933)
- "Apokryf o dwunastu piątkach" (1934)
- "Wpływ słownictwa rumuńskiego na Podkarpaciu" (1938)
- "Problem klasyfikacji ewangeliarzy "uczytelnych"" (1947)
- "Leksykografia wschodnio-słowiańska do końca XVII wieku" (1951, 2 част.)